# Villa Fürstenberg
Villa Careggi, Papadopoli, Fürstenberg è una villa veneta situata a nord di Mestre in località Marocco nel Comune di Venezia. Si affaccia sul lato sinistro del Terraglio venendo da Mestre.

## Storia
Alla metà del Cinquecento si ricorda che sul luogo dove oggi si trova villa Fürstenberg sorgeva una «casa et cortivo» di Alvise Foscarini; nel 1573 la proprietà era del figlio Andrea che l'aveva affittata a un tale Agnolo Berton. 
La casa fu probabilmente ampliata, assumendo le forme rappresentate da una mappa del 1631, quando apparteneva ai Marin: si articolava in colombaia, casa padronale e barchessa disposti a "L". Nel 1663 il complesso era descritto come «casa dominical con horto e brolo» del signor Nicolò Cotti di San Cancian.
La cartografia di metà Settecento riporta, invece, un vero e proprio palazzo, ora dei Carreggiani. Il catasto di Tommaso Scalfarotto rappresenta nella zona i terreni della stessa famiglia, ma non compare la villa; viene invece segnalata in un'altra mappa del 1787, ma non se ne indica la proprietà, e inoltre l'edificio è posto più in prossimità della strada rispetto all'attuale. Solo con il catasto napoleonico del 1809 si ha una rappresentazione simile alla costruzione d'oggi.
Sono, dunque, molto incerte le origini e la successiva evoluzione. Si può ipotizzare che l'aspetto odierno sia stato assunto tra la fine del Settecento e l'inizio dell'Ottocento, essendo ancora proprietari i Carreggiani. In seguito la villa passò ai Papadopoli e durante questo periodo vi fu firmata la resa della Repubblica di San Marco agli Austriaci (come riporta una lapide conservata all'interno). Anche la cappellina fu costruita dai Carreggiani, e nel 1841 fu restaurato dai Papadopoli che lo intitolarono a Santa Teresa d'Avila (prima era dedicato a San Nicolò). Nel 1935 la villa divenne dei Fürstenberg e poi di Clara Agnelli vedova Fürstenberg. In tempi più recenti è passata alla Banca Ifis di cui costituisce la sede principale.

## Edificio
La villa si compone della casa padronale, alla quale si accede tramite un viale alberato con entrata dal Terraglio, di alcuni edifici di servizio e dell'oratorio, il tutto circondato da un ampio parco.
Il palazzo ha una volumetria compatta e si innalza su tre piani internamente tripartiti, con il salone centrale passante. Il fronte principale, che dà a est verso l'ampio parco e la strada, dimostra una certa regolarità data dal ritmo delle aperture, disposte su assi verticali paralleli. Sull'asse centrale si dispongono il portale architravato e, sopra, una porta finestra aperta su un balcone, con ringhiera in ferro battuto e sovrastata da un timpano modanato. L'intera facciata si conclude con una cornice in pietra e, quindi, con l'ampio timpano modanato che riporta all'interno lo stemma dei Fürstenberg.
I 22 ettari di giardino che circondano la villa ospitano, inoltre, il "Parco Internazionale di Scultura", un'esposizione permanente di sculture monumentali nata per volontà di Ernesto Fürstenberg Fassio in occasione dei quarant'anni dalla fondazione di Banca Ifis.
Il Parco ospita opere plastiche di scultura contemporanea firmate da artisti italiani e internazionali, tra cui Fernando Botero, Igor Mitoraj, Manolo Valdés, Pietro Consagra e Roberto Barni, ed è stato inaugurato nel settembre 2023. L'apertura al pubblico è stata, invece, ufficializzata nell'aprile 2024.